# グッドレッツヴィル (テネシー州)

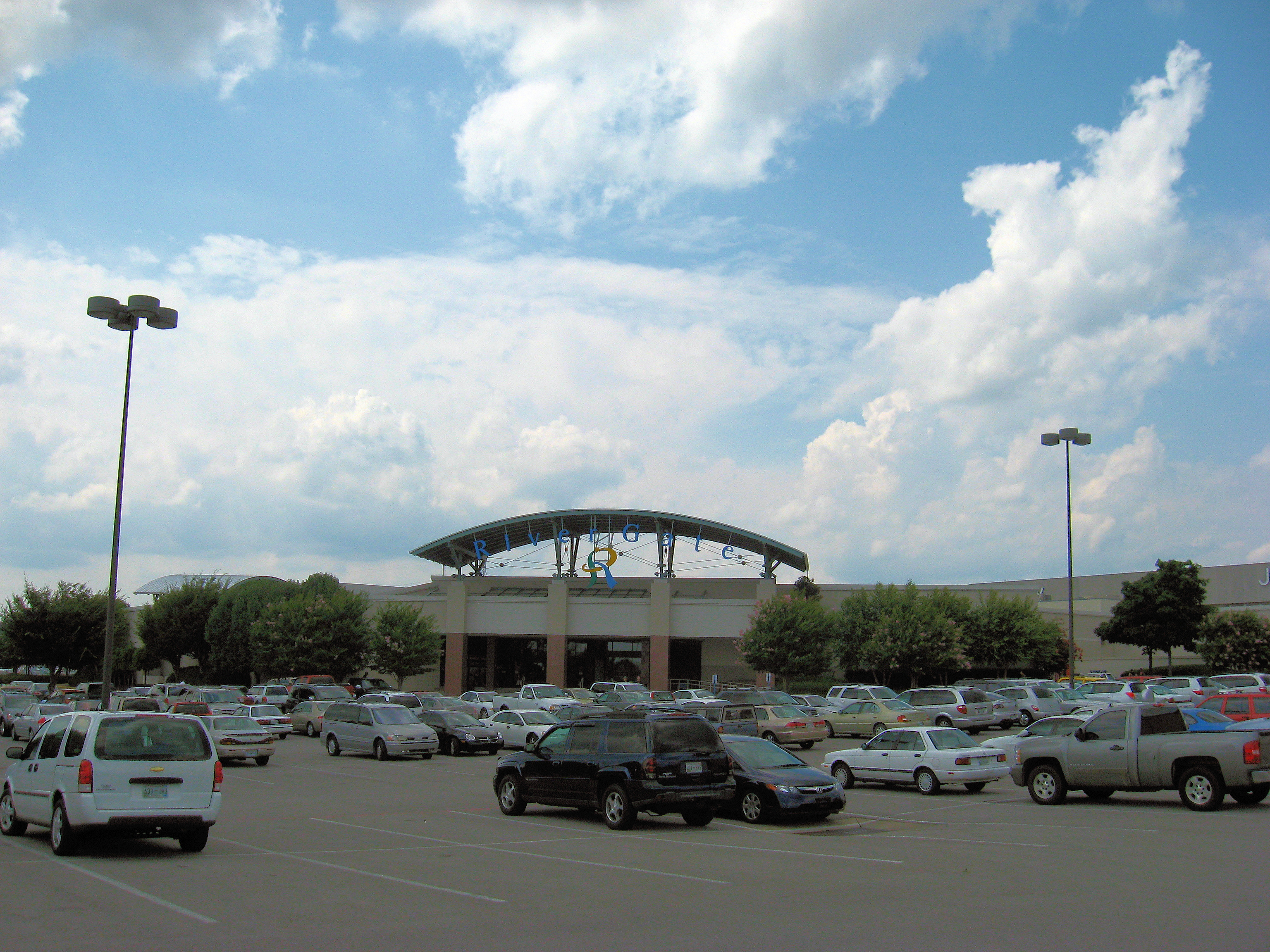
リバーゲート・モール

グッドレッツヴィル（Goodlettsville）は、アメリカ合衆国テネシー州のサムナー郡にある都市。人口は1万7789人（2020年） 。州都ナッシュビルと隣接している。

## 概要
1958年、人口3,000人の市として法人化した。市域はサムナー郡とデイヴィッドソン郡にまたがっていた。1963年、デイヴィッドソン郡とナッシュビルが合併したが、グッドレッツヴィルは自治体として存続した。そのためナッシュビル・デイヴィッドソン都市圏行政府に部分的に管理される唯一の都市である。

## 地理
北緯36度19分37秒 西経86度42分15秒 / 北緯36.32694度 西経86.70417度 (36.326968, -86.704285) に位置している。

サムナー郡内の位置（下はナッシュビル）

アメリカ合衆国国勢調査局によると総面積14.3平方マイル (37.1 km2)、うち14.1平方マイル (36.6 km2)が土地で0.15平方マイル (0.4 km2) (1.20%)が水域である。

## 教育
グッドレッツヴィルのサムナー郡側にはヘンダーソンヴィルのハンター中学校、ビーチ高等学校と関連のある市境のマディソン・クリーク小学校のみがある。市の一部はホワイト・ハウス中学校・高等学校と関連のあるミラーズヴィル小学校の学区に属している。
サムナー郡の学生は基準を満たせば郡内のメロル・ハイド・マグネット・スクールに行くことができる。
デイヴィッドソン郡側には小学校はグッドレッツヴィル小学校、ゲイトウェイ小学校の2校、中学校はグッドレッツヴィル中学校の1校がある。これらの学校はナッシュビル都市圏学校のハンターズ・レーンと関連があり、8年生から9年生に進級する際、グッドレッツヴィル中学校からハンターズ・レーン高等学校に進学することが多い。

## リトルリーグ・ワールドシリーズ
2012年、ペンシルベニア州ウィリアムズポートで行なわれたリトルリーグにまだ2年目のグッドレッツヴィルのチームが出場した。テネシー州からワールドシリーズに出場するのは史上5チーム目で1987年以来であり、初の決勝戦出場となった。最終的に日本チームの東京北砂リーグに負け準優勝となり、前回テネシー州が第3位となった1985年以来最も成功したチームと言える。2試合以上続けて勝ったのも1974年以降のことであり、ナッシュビル都市圏から出場したチームとしても1970年以降のことである。

## 市政
ナッシュビル都政から衛星都市として政府事業体が分割されている。グッドレッツヴィルの政治機関は郡行政委員会であり、選出された5名で運営されている。この5名には市長、副市長も含まれ、議長、副議長の役目も果たす。現在の市長はゲイリー・マニング、副市長はジョン・クームスで、他の3名はジョン・フィンチ、ジェーン・バードウェル、ダン・ブラッドワースである。任期は4年で交互に2年ごとに行なわれる。

## 関連事項
- 2006年4月6日～8日、トルネード発生
- ボウェン・キャンベル・ハウス - モス・ライト公園内にあるウィリアム・ボウェン・キャンベルが生まれ育った家。
- ダラー・ジェネラル - 1ドルショップ。本社がグッドレッツヴィルにある。
- フォレスト・ロウン追悼庭園 - 多くのミュージシャンが埋葬されている墓地。
- リバーゲート・モール - リヴァーゲイト・パークウェイとギャラティン・パイクの角にあるショッピング・モール。